# Karl Wilhelm von Willisen

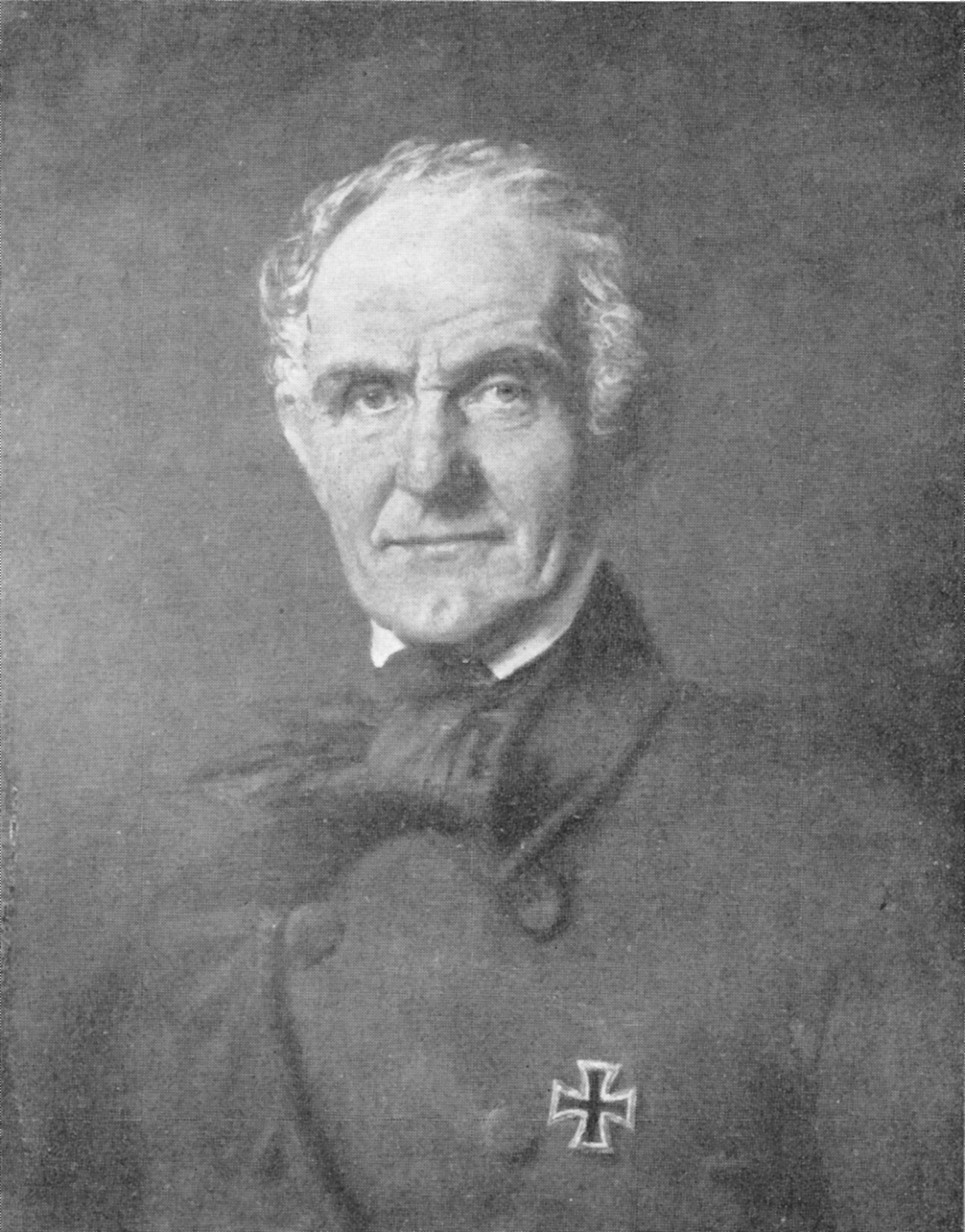
Karl Wilhelm Freiherr von Willisen (1790–1879), um 1870

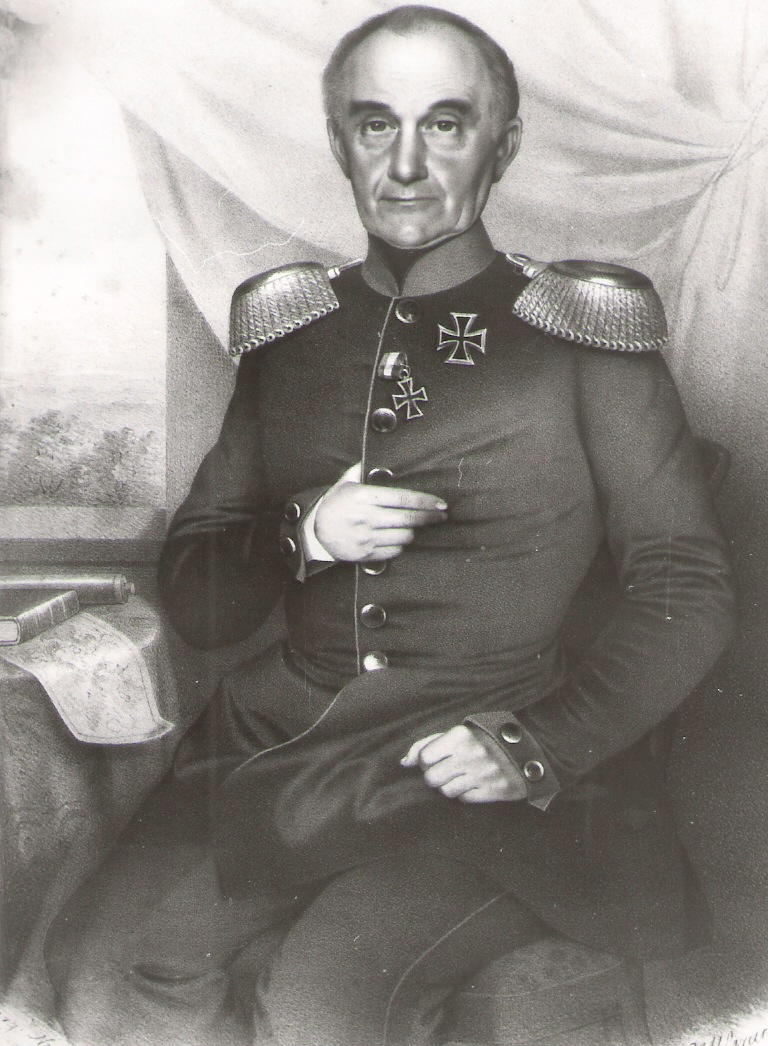
Karl Wilhelm Freiherr von Willisen (1790–1879), 1847

Karl Wilhelm von Willisen, ab 29. April 1866 Freiherr von Willisen, (* 30. April 1790 in Staßfurt; † 25. Februar 1879 in Dessau) war ein preußischer Generalleutnant und Militärschriftsteller.

## Leben

### Herkunft
Er war der dritte Sohn des Bürgermeisters von Staßfurt Karl Wilhelm Hermann von Willisen (1751–1807) und dessen Frau Friederike, geborene von Trotha (1768–1826), Tochter des Gutsbesitzers Friedrich Ulrich von Trotha auf Krosigk und der Luise Herault de Hautcharmoy.

### Militärkarriere
Willisen kam 1804 aus dem Kadettenkorps in das Infanterieregiment „Herzog Braunschweig“ der Preußischen Armee und wurde am 30. Januar 1806 zum Fähnrich ernannt. Während des Feldzugs von 1806 wurde er in der Schlacht von Auerstedt schwer verwundet und schied nach dem Tilsiter Frieden als Sekondeleutnant aus dem militärischen Dienst.
Er studierte einige Jahre in Halle bei Professor Heinrich Steffens, mit dem ihn fortan eine lebenslange Freundschaft verband. Ebenso freundete er sich in dieser Zeit mit Karl August Varnhagen von Ense, Alexander von der Marwitz und Adelbert von Chamisso an. 1809 schloss er sich dem Schillschen Freikorps an und nahm an der Schlacht bei Dodendorf teil. Im gleichen Jahr wechselte er wiederum in österreichische Dienste und kämpfte als Leutnant im Generalstab in der Schlacht bei Wagram. Nach dem Frieden von Schönbrunn lebt er als Privatmann bei Verwandten in Teutschenthal bei Halle (Saale) und wurde dort als dienstpflichtiger Untertan aufgespürt, verhaftet und in Kassel interniert. Es gelang ihm, sich durch Flucht zu befreien und sich auf abenteuerliche Weise zu den preußischen Truppen durchzuschlagen.
Während der Feldzüge 1813/14 diente er als Generalstabsoffizier in der Schlesischen Armee und machte die Kämpfe bei Leipzig, Laon, Paris, Ligny und Waterloo mit. Seine Leistungen wurden dabei durch die Verleihung beider Klassen des Eisernen Kreuzes gewürdigt. Als Kapitän kam er in den Generalstab Blüchers. Nach den Befreiungskriegen begleitete er 1825 den Sohn des Generalfeldmarschalls Ludwig Yorck von Wartenburg auf einer Reise durch die Schweiz, Frankreich, England und Italien. Während seines Berlin Aufenthaltes besuchte er sechs Vorlesungen Hegels zwischen 1826 und 1829. 1829 dem Großen Generalstab zugeteilt, übernahm er an der Allgemeinen Kriegsschule zu Berlin den Unterricht in Kriegskunst und Kriegsgeschichte. Willisens nutzte die Vorträge als Grundlage für sein späteres, gegen die Auffassungen Carl von Clausewitz gerichtetes Werk Die Theorie des großen Krieges, das ihm in Teilen der preußischen Armee den Ruf eines hervorragenden militärischen Strategen einbrachte. Um 1830 erschienen mehrere Artikel Willisens, in denen er rückblickend nicht nur die russische Kriegsführung der Befreiungskriege kritisierte, sondern im Zuge der Julirevolution Verständnis für die nach Unabhängigkeit strebenden Polen im Großherzogtum Posen und für die demokratische Bewegung in Preußen äußerte. Auf Betreiben der Konservativen wurde Willisen aus Berlin entfernt und zunächst dem Generalstab des III. Armee-Korps unter dem Kommando des Prinzen von Preußen in Breslau unterstellt. Als Willisen auch dort politisch Stellung bezog, wurde er im Frühjahr 1832 als Chef des Stabes zum V. Armee-Korps unter General Grolman nach Posen strafversetzt. Hier hatte er Gelegenheit, die Verhältnisse im Großherzogtum genauer kennenzulernen. Auf Grund seiner militärischen Leistungen wurde er 1842 zum Kommandeur der 11. Landwehrbrigade ernannt.
Als im Frühjahr 1848 die Unabhängigkeitsbestrebungen der Polen in Posen im Großpolnischen Aufstand ihren Höhepunkt erreichten, nahm Willisen, zu dieser Zeit bereits Kandidat der preußischen Liberalen für das Amt des Kriegsministers, die Ernennung zum Zivilen Königlichen Kommissar für die Provinz Posen an, um im Auftrag des Königs eine Neuordnung der Verhältnisse im Großherzogtum durchzuführen. Am 5. April 1848 traf der von den national gesinnten Preußen verächtlich als „Polenfreund“ titulierte Willisen in Posen ein. Am 6. April hielt er eine Ansprache an die deutschen Einwohner des Großherzogtums, in der er klar von Zugeständnissen an die Polen sprach und dadurch für erhebliche Unruhe unter der deutschen Bevölkerung sorgte. In der am 11. April unterzeichneten Konvention von Jaroslawiec sicherte Willisen den Führern der polnischen Aufständischen unter Ludwik Mierosławski de facto die Anerkennung der polnischen Freikorps zu. Willisen glaubte, im Sinne seines in der „Polenfrage“ gleichfalls liberal denkenden Königs zu handeln, doch dieser scheute den Interessenkonflikt mit Russland und übertrug alle militärischen Vollmachten dem in Posen kommandierenden General Peter von Colomb. Dieser erklärte am 23. April 1848 die Konvention für gebrochen und schlug den Aufstand der Polen blutig nieder. Willisen musste Posen unter Lebensgefahr verlassen und kehrte nach Preußen zurück, wo er sich den heftigsten Anfeindungen ausgesetzt sah, die bis zum Vorwurf des Landesverrats reichten. In seiner Schrift Akten und Bemerkungen zu meiner Sendung nach Posen versuchte Willisen den Vorwürfen zu begegnen.
Das Ministerium Auerswald sandte Willisen nunmehr auf diplomatische Mission nach Paris, Kroatien und Italien, wo er im Heerlager von Radetzky dem Feldzug der Österreicher gegen Sardinien beiwohnte. Sein Werk Der italienische Feldzug des Jahres 1848. Dargestellt und beurtheilt (1849) ist auf die hier gesammelten Erfahrungen gegründet.
Am 25. Juli 1848 wurde Willisen zu den Offizieren von der Armee überführt und in der Folge mit besonderen Aufträgen in auswärtigen Angelegenheiten betraut. Am 19. Mai 1849 wurde er als Generalleutnant mit Pension zur Disposition gestellt und erhielt im Jahr darauf am 4. April 1850 seinen Abschied mit der bisherigen Pension. Von der Statthalterschaft an die Stelle Adolf von Bonins nach Schleswig-Holstein berufen, trat er im April 1850 als Oberbefehlshaber an die Spitze der Schleswig-Holsteinischen Armee. Seine Operationen waren jedoch unglücklich und endigten mit der Niederlage bei Idstedt und dem fehlgeschlagenen Angriff auf Friedrichstadt. Deshalb legte er das Kommando nieder, lebte einige Jahre in Paris, dann in Schlesien, endlich in Dessau, wo er am 25. Februar 1879 starb.
Im September 1853 erhielt er den „Rothen Adlerorden“ 2. Klasse mit Stern und Eichenlaub.

### Familie
Am 28. November 1829 heiratete er in Berlin Emilie von Brause (1804–1849), die älteste Tochter des Kadettenkommandanten Johann Georg Emil von Brause. Nach ihrem Tod heiratete Willisen am 28. November 1867 in zweiter Ehe Editha von Caprivi (1843–1873), die Schwester des späteren Reichskanzlers Leo von Caprivi. 1866 erfolgte die Erhebung in den Freiherrenstand. Die Ehen Karl Wilhelm von Willisens blieben kinderlos.

## Mitgliedschaften
- seit 1854 Mitglied der Akademie gemeinnütziger Wissenschaften zu Erfurt
- seit 1860 Mitglied in der Gesetzlosen Gesellschaft zu Berlin

## Werke

W. von Willisen: Die Feldzüge der Jahre 1859 und 1866. Leipzig 1868

- Theorie des großen Krieges angewendet auf den russisch-polnischen Feldzug von 1831. 2 Theile. Duncker & Humblot, Berlin 1840.
  - MDZ Reader Erster Theil
  - MDZ Reader Zweiter Theil
  - Teoría de la Gran Guerra aplicada á las campañas de los rusos en Polonia en 1831. Barcelona 1850. (Digitalisat)
  - Théorie de la grande guerre par le général Lieutenant prussien W. von Willisen. Trad. de l’allemand par M. Niessel. École supérieure de guerre, Paris 1895.
- F. Baucher: Methode der Reitkunst nach neuen Grundsätzen. Aus dem Französischen durch einen Ueberzeugten [W. von Willisen]. Alexander Duncker, Berlin 1843. Digitalisat Humboldt-Universität zu Berlin
- Die Heer- und Wehr-Verfassung. Eine Abhandlung, gewidmet den hohen National-Versammlungen zu Frankfurt und Berlin. Duncker & Humblot, Berlin 1848.[7] -
- Offener Brief an den Major von Voigts-Rhetz als Entgegnung auf seine aktenmäßige Darstellung. Duncker & Humblot, Berlin 1848.
- Der italienische Feldzug des Jahres 1848. Dargestellt und beurtheilt. Duncker & Humblot, Berlin 1849. (MDZ Reader)
  - La campagna d'Italia del 1848 esposta e giudicata dal maggiore generale prussiano G. De Willisen. (= Documenti della guerra santa d'Italia). G. Cassone, Torino 1851. Digitalisat Rara
- Akten und Bemerkungen über meine Sendung nach dem Großherzogthum Posen im Frühjahr 1848. Als Manuskript gedruckt. Julius Draeger, Berlin 1849 (Digitalisat)
  - Akten und Bemerkungen über meine Sendung nach dem Großherzogthum Posen im Frühjahr 1848. Carl Schröder & Comp., Kiel 1850. (MDZ Reader)
- Die Schlacht bei Idstedt, am 24sten und 25sten Juli 1850, und die vorangegangenen Operationen vom Eindrücken der beiderseitigen Armeen ins Schleswigsche bis zur Schlacht. Mittler, Berlin 1851. (=Beiheft zum Militair-Wochenblatt für Juli, August, September 1851)
- Charles Henry Louis d’Argy: Instruction für den Schwimm-Unterricht in der französischen Armee. In’s Deutsche übertragen von v. Wins II. Eingeleitet durch den Gen. Lieut. von Willisen. Alexander Duncker, Berlin 1857.
- Ueber die große Landes-Vertheidigung oder über den Festungsbau und Heer-Bildung in Preußen. Von dem Verfasser der Theorie des großen Krieges. Duncker & Humblot, Berlin 1860.
- Ueber cavalleristisches Reiten. Baumgarten, Dessau 1865. (3. Aufl. 1886)
- Theorie des großen Krieges. Zweite vermehrte und reich verbesserte Auflage. Duncker & Humblot, Leipzig 1868.
  - Band 1: Der Russisch-polnische Feldzug des Jahres 1831. Dargestellt und beurtheilt. MDZ Reader Erster Theil; MDZ Reader Zweiter Theil
  - Band 2: Die italienischen Feldzüge der Jahre 1848 und 1849. Nebst einem Anhang: I. Der Feldzug in Syrien. II. Ueber die Befestigung von Paris. III. Ueber große Landesvertheidigung. MDZ Reader Dritter Theil
  - Band 3: Die Feldzüge der Jahre 1859 und 1866. MDZ Reader Vierter Theil.

## Genealogie
- Gothaisches Genealogisches Taschenbuch der Freiherrlichen Häuser. 1878. 28. Jahrgang. Justus Perthes, Gotha Herbst 1877, S. 956. Digitalisat
- Todesfälle. In: Hallesches Tageblatt, Nr. 54, Beilage, Halle a. S. 5. März 1879.
- Kurt von Priesdorff: Soldatisches Führertum. Band 6, Hanseatische Verlagsanstalt Hamburg, o. O. [Hamburg], o. J. [1938], DNB 367632810, S. 82–87, Nr. 1715.
- Hans Friedrich von Ehrenkrook, Carola von Ehrenkrook, Friedrich Wilhelm Euler, Jürgen von Flotow-Stuer, Walter von Hueck, u. a.: Genealogisches Handbuch der Freiherrlichen Häuser. B (Briefadel). 1963. Band III, Band 31 der Gesamtreihe GHdA. Hrsg. Deutsches Adelsarchiv, C. A. Starke, Limburg an der Lahn 1963, ISSN 0435-2408, S. 486.